# (471143) Девана
(471143) Девана (пол. Dziewanna) — транснептуновый объект, открыт в марте 2010 года группой астрономов из Варшавского университета, которой руководит Анджей Удальский, в рамках проекта OGLE-IV, с использованием телескопа в обсерватории Лас-Кампанас (Чили). На архивных снимках объект был обнаружен 122 раза, начиная с 2002 года.
2010 EK139 обращается вокруг Солнца, примерно, за 578 лет, на среднем расстоянии 69,35 а. е. Объект сейчас приближается к Солнцу и достигнет перигелия в 2038 году. Наклон орбиты к плоскости эклиптики составляет 29,5°. Эксцентриситет орбиты — 0,532. Вместе с этим объектом, польские астрономы нашли ещё четыре крупных транснептуновых объекта — 2010 EL139, 2010 FX86, 2010 KZ39 и (471165) 2010 HE79. 2010 EK139 является одним из крупных объектов Рассеянного диска. При альбедо, принимаемом за 0,15, радиус 2010 EK139 составит 310 км. При низком альбедо диаметр объекта может оказаться и больше 1000 км, что позволило бы ему оказаться в первой двадцатке крупнейших ТНО. Изучение 2010 EK139 в 2010 году с помощью космической обсерватории Гершель, позволило астрономам оценить его диаметр в 470 +35/−10 км. При альбедо и абсолютной магнитуде, принимаемых за 0,25 и 3,8, диаметр 2010 EK139 составит 475 км. В марте 2012 года Майк Браун изучал объект с помощью телескопов обсерватории Кека, пытаясь отыскать у него естественные спутники, что позволило бы уточнить массу 2010 EK139. Попытка не увенчалась успехом.
В сентябре 2018 года объект был назван в честь западнославянской богини Деваны (Зеваны).